# AdS/CFT-dualitet
AdS/CFT-dualitet är inom teoretisk fysik ett hypotetiskt samband mellan strängteori definierad på ett rum, samt kvantfältteori utan gravitation definierad på den konforma randen till detta rum. Namnet antyder att det första rummet är produkten av anti de Sitter-rummet samt någon sluten mångfald (såsom till exempel en sfär), samt att kvantfältteorin är en konform fältteori. Anti de Sitter-rummet är en platt rumtid med negativ kosmologisk konstant.
AdS/CFT-dualiteten skildrar vanligen strängar på en mångfald med viss krökning kopplad till en fyrdimensionell konform fältteori (CFT).
Teorierna lades först fram av Juan Maldacena och har senare vidareutvecklats av bland andra Steven Gubser, Igor Klebanov och Alexander Polyakov samt av Edward Witten.